# Philipp Christoph Zeller
Philipp Christoph Zeller (Steinheim an der Mur, Württemberg, 9 de abril de 1808-Stettin, 27 de marzo de 1883) fue un entomólogo y microlepidopterólogo alemán.

## Biografía
Su familia se instala después de su nacimiento en Fráncfort del Oder dónde hace sus estudios en el instituto de enseñanza media de la ciudad pero en el no se enseña la historia natural. Descubre la entomología solo, ayudado por Alois Metzner, principalmente volviendo a copiar obras publicadas sobre insectos.
Después de sus estudios en la Universidad de Berlín, enseña en una escuela primaria de Glogau en 1835 luego en el instituto de enseñanza media de Frankfurt.
Sus primeros estudios entomológicos sobre el coleópteros y dípteros le vale la admiración de Johann Wilhelm Meigen (1764-1845). En 1852, el rey de Prusia le asigna el título de profesor. Poco tiempo después, se vuelve a Gran Bretaña acompañado por su amigo Carl August Dohrn (1806-1892). Visita a sus corresponsales como Henry Tibbats Stainton (1822-1892), John William Douglas (1814-1905) y Henry Doubleday (1809-1875) y encuentra a otros entomólogos, entre otros como John Obadiah Westwood (1805-1893).
Contribuye a clarificar la clasificación de las mariposas, en particular, gracias a su obra en 13 volúmenes titulada The Natural History of the Tineinae (1855-1873) con Stainton y Douglas y el suizo Heinrich Frey (1822-1890). La obra parece en inglés, en francés, en alemán y en latín. Hace también aparecer A North American MicroLepidópteros (1872,1873 y 1875), Lepidópteros DER Westküste Amerikas (1874). Zeller hace parecer numerosas notas suyas, en Isis, Linnæa Entomologica y Stettiner Entomologische Zeintung.
Su colección, adquirida por lord Thomas de Grey Walsingham (1843-1919), está expuesta en el Museo de Historia Natural de Londres.

## Algunas publicaciones
- Versuch einer naturgemässen Eintheilung der Schaben, Tinea (Oken's Isis, 1839)
- Kritische Bestimmung der in Reaumur's Memoiren vorkommenden Lepidopteren (Isis, 1838)
- Kritische Bestimmung der in de Geer's Memoiren enthaltenen Schmetterlinge (Isis, 1839)
- Monographie des Genus Hyponomeuta (Isis, 1844)
- Anmerkungen zu Lienig's Lepidopterologischer Fauna von Livland und Curland (Isis,1846)
- Die Arten der Blattminiergattung Lithocolletis beschrieben (Linnaea, 1846)
- Bemerkungen über die auf einer Reise nach Italien und Sicilien gesammelten Schmetterlingsarten" (Isis, 1847)
- Exotische Phyciden (Isis, 1848)
- Beitrag zur Kenntnis der Coleophoren" (Isis, 1849)
- Revision der Pterophoriden (Isis, 1852)
- Lepidoptera microptera quae J. A. Wahlberg in caffrorum terra legit (Stockholm, 1852)
- Die Arten der Gattung Butalis beschrieben (Linnaea, 1855)
- Con Henry Tibbats Stainton, Heinrich Frey, John William Douglas The Natural History of the Tineina, 13 vols. 2000 pp. (1855)
- Beiträge zur Kenntnis der nordamerikanischen Nachtfalter". Tres partes, Verh. zool. bot. Gesellsch. Wien, 1872-73
- Beiträge zur Lepidopterenfauna der Ober-Albula in Graubünden (Verh. zool. bot. Gesellsch. Wien. 1877)
- Exotische Lepidopteren (Horae soc. ent. Rossica, 1877)

## Abreviatura (zoología)
La abreviatura Zeller  se emplea para indicar a Philipp Christoph Zeller como autoridad en la descripción y taxonomía en zoología.